# Patrick Nagel (Fußballspieler)
Patrick Nagel (* 6. August 1990) ist ein ehemaliger deutscher Fußballspieler. 

## Karriere
In seiner Jugend spielte Nagel für die TuS Garbek, Eintracht Segeberg und den Hamburger SV. Mit 19 Jahren wechselte er zu Holstein Kiel. Er wurde sowohl in der ersten als auch in der zweiten Mannschaft eingesetzt, für die erste Mannschaft absolvierte er sieben Spiele in der 3. Liga. 2011 wechselte er in die Schleswig-Holstein-Liga zum SV Todesfelde. Dort konnte er sich einen Stammplatz erobern und erzielte 15 Scorerpunkte. Zur Saison 2012/13 ging er zum Regionalligisten VfR Neumünster. 2015 wechselte er innerhalb der Stadt zum PSV Union Neumünster, für den er bis 2018 in 63 Spielen 5 Tore in der Oberliga Schleswig-Holstein erzielte. 